# Золотушка (Томская область)
Золотушка — исчезнувшее село в Молчановском районе Томской области России. На момент упразднения входило в состав Суйгинского сельского поселения. Упразднено в 2009 г.

## География
Располагалась на левом берегу реки Чулым напротив острова Кижендерский, в 17 км (по прямой) к юго-западу от села Суйга.

## История
Золотушка был основан в 1952 году посёлок лесозаготовителей. В 1955 году был введен в строй Золотушинский лесопункт Молчановского леспромхоза. Посёлок в основном был заселён жителями из Карегода, Харска, Чугайги, Тузейги, Мандракова, Орловки. В 1957 году центр сельсовета был перенесен из деревни Смолокуровка в Золотушку, соотсвественно и сельсовет был переименован в Золотушенский. 
В 1990-е годы, в связи с истощением лесных запасов прекратил свою  деятельность Золотушенский ЛЗП. Население начинает постепенно покидать село. В начале 2000 годов было принято решение о расселении села, которое было реализовано в 2004 году.
Согласно Закону Томской области от 23 апреля 2009 года № 2220 село было исключено из учётных данных.

## Население
| 1959 | 1970 | 1977 | 1979 | 1989 | 2002 |
| ---- | ---- | ---- | ---- | ---- | ---- |
| 1019 | ↘997 | ↘570 | ↘451 | ↘443 | ↘139 |